# 阿部定事件
阿部定事件（あべさだじけん）は、仲居であった阿部定が1936年（昭和11年）5月18日に東京市荒川区尾久の待合で、愛人の男性を絞殺し、局部を切り取った事件。「お定事件」とも。
犯行後、阿部定は行方をくらますが、事件の猟奇性ゆえに当時の庶民の興味を強く惹き、逮捕された際には号外が出された。また、本事件を題材にした小説、映画なども多く作られている。

## 犯人
阿部 定（あべ さだ、1905年（明治38年）5月28日生まれ）。東京市神田区新銀町（現在の東京都千代田区神田多町）出身。

## 概要

### 事件まで
芸者や娼婦などをしながら各地を転々としていた阿部定は、名古屋の小料理屋で働いていた1935年4月頃、客で来た大宮五郎と交際するようになった。初めは実名や身分を隠していたが、中京商業学校の校長で名古屋市会議員であった。大宮は定のことを真面目に考えており、将来はおでん屋のような小料理店を経営したらいい、まずは料理屋で働き、料理を見習ったらどうか、と定に勧めた。
1936年（昭和11年）2月1日、定は「田中加代」の偽名で東京・中野にある鰻料理店「吉田屋」の住み込み女中となった。10日ほどで、店の主人・石田吉蔵と定は関係を持つようになり、他人に気づかれないように店を離れたびたび二人で会うようになる。石田の妻もこの関係を知るようになり、4月22日に二人は出奔。渋谷、玉川の待合を転々とする。5月11日から東京市荒川区尾久の待合「満左喜」に滞在する。ここが事件の舞台になった。
性行為の間、定はナイフを石田の陰茎に置いて、「もう他の女性と決してふざけないこと」と凄んだが石田はこれを笑った。二夜連続の性行為の最中、定は石田の首をしめ始め、石田は続けるように定に言った。性交中に首を絞める行為は快感を増すと石田は定に言ったという（窒息プレイ）。

### 事件発生
1936年（昭和11年）5月16日の夕方から定はオルガスムの間、石田の呼吸を止めるために腰紐を使いながらの性交を2時間繰り返した。強く首を絞めたときに石田の顔は歪み、うっ血した。定は石田の首の痛みを和らげようと銀座の資生堂薬局へ行き、何かいい薬はないかと聞いたが、時間が経たないと治らないと言われ、気休めによく眠れるようにとカルモチンを購入して旅館に戻る。その後、定は石田にカルモチンを何度かに分けて、合計30錠飲ませた。
定が居眠りし始めたとき、石田は 「俺が眠る間、俺の首のまわりに腰紐を置いて、もう一度それで絞めてくれ。おまえが俺を絞め殺し始めるんなら、痛いから今度は止めてはいけない」と話した。しかし定は石田が冗談を言っていたのではと疑問に思ったとのちに供述している。
5月18日午前2時、石田が眠っているとき、定は二回、腰紐で死ぬまで彼を絞めた。定はのちに警察で「まるで重荷が私の肩から持ち上げられたように、石田を殺したあと、私はとても楽になった」と供述している。定は包丁で彼の性器を切断した。雑誌の表紙に（ハトロン紙とも）陰茎と睾丸を包み、逮捕されるまでの3日間、彼女はこれを持ち歩いた。
定は傷口から流れ出た血でシーツに「定吉二人キリ」、左太ももに「定吉二人」と書き、石田の左腕に包丁で「定」と刻んだ。石田のステテコとシャツを腰巻の下につけると、定は宿の人間に「（吉蔵は）具合が悪くて寝ているので午後になるまで起こさないで」と言い、午前8時ごろに宿を出た。
宿を出たあと、定は大宮五郎に会い、繰り返し謝罪した。しかし定の殺人をまだ知らない大宮は定がもう一人の恋人を連れて行ったことを謝罪していると勘違いし、大宮はさほど気にせず定と肉体関係を持った。大宮と別れた定はその夜、浅草の旅館に泊まった。
定の謝罪は、自分と大宮の交際がスキャンダルを引き起こすことを知っていたからである。満左喜の女中が定の手紙を大宮の滞在先に届けたことがあり、発覚は時間の問題であった。この直後、大宮は重要参考人として尾久署に身柄を拘束され、厳しい取調べを受けるが、犯行には無関係と判明し釈放された。

### 阿部定パニック

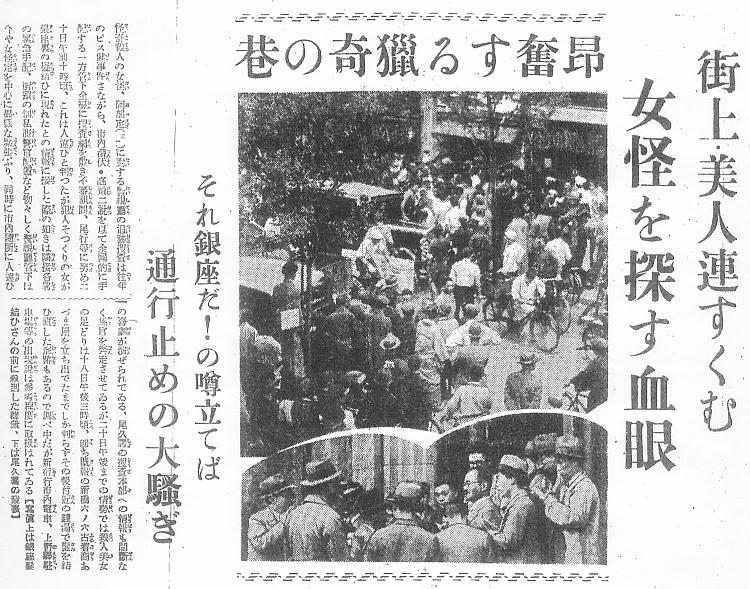
阿部定パニックを報じる東京朝日新聞（1936年(昭和11年)5月21日版）

尾久の待合で起こった殺人事件は翌19日の朝刊で報じられ、センセーショナルな事件は国民を興奮させた。瓜実顔で髪を夜会巻きにした細身の女性を、定と勘違いし通報を受けた銀座や大阪の繁華街は一時騒然としてパニックになり、新聞はそれを面白おかしく書きたてた。
この年に起こった二・二六事件クーデターの引用で、目撃例の犯罪が「試みイチ-ハチ」（「5-18」または「5月18日」）と諷刺的に呼ばれた。「上野動物園クロヒョウ脱走事件」「二・二六事件」とあわせて「昭和11年の三大事件」 とも呼ばれた。

### 逮捕、服役
5月19日、定は買い物をし映画を見た。品川駅前の宿館（品川館）に大和田直なる偽名を使い宿泊。大阪へ逃亡するつもりだったが、夕刊で各駅に警官が配置されていることを知る。定はマッサージを受けて、3本のビールを飲み、大宮五郎、友人、石田宛てに別れの手紙を書いた。5月20日午後4時、高輪署の安藤刑事が部屋に訪れると、「阿部定を探しているんでしょ？あたしがお探しの阿部定ですよ」と、さらりと言った。刑事らは定の落ち着いた態度に驚いたという。

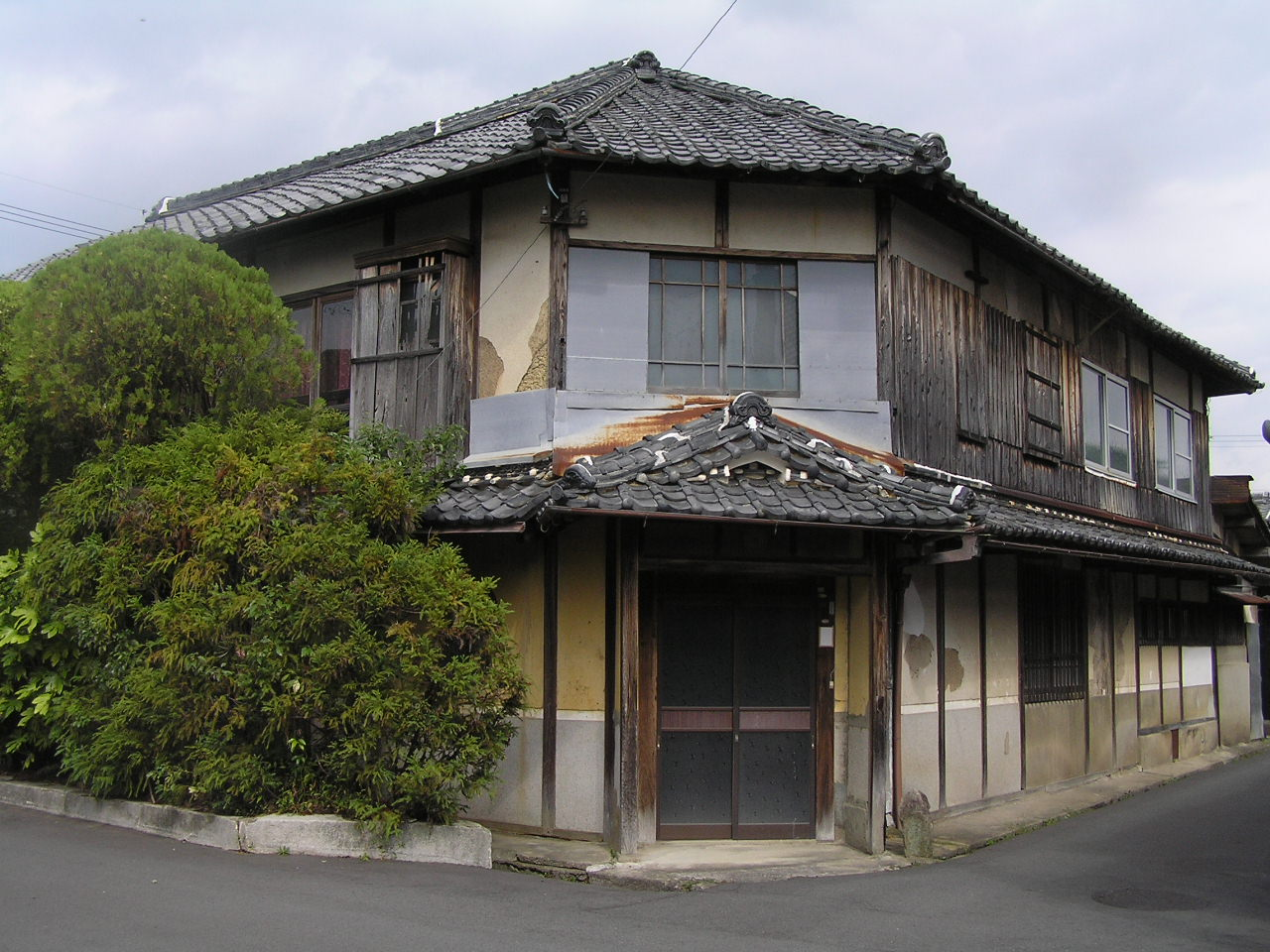
阿部定が最後に勤めた遊郭「大正楼」（兵庫県丹波篠山市。2019年3月、倒壊の危険性が高かったため、行政代執行により強制撤去された）

定は逮捕されると「私は彼を非常に愛していたので、彼のすべてが欲しかった。私たちは正式な夫婦ではなかったので、石田は他の女性から抱きしめられることもできた。私は彼を殺せば、他のどんな女性も二度と彼に決して触ることができないと思い、彼を殺した」と述べた。
なぜ石田の性器を切断したかについては、「私は彼の頭か体と一緒にいたかった。いつも彼のそばにいるためにそれを持っていきたかった」と供述している。
この犯罪の詳細が公表されたときのデマでは、石田の陰茎が驚異的なサイズであると切り出した。しかし逮捕のあと、定に質問した警官はこれを否定した。「石田のモノはちょうど平均であった。私を性的に喜ばせたいというテクニックと奉仕的な愛撫をする石田が好きだった」と定は答えている。定の逮捕後、石田の陰茎と睾丸は東京医科大学の病理学博物館へ送られた。第二次世界大戦後まもなく、一般に公開していたようだ。
1936年（昭和11年）12月21日、東京刑事地方裁判所は定は殺人および死体損壊罪で懲役6年の判決（求刑10年）（未決通算120日）の判決を受け服役。1940年（昭和15年）に「紀元二千六百年」の恩赦で残りの刑期が1/2に減刑され、翌1941年（昭和16年）5月17日に出所した。釈放後、定は名前を変え一般人として生活していた。

## その後
終戦直後に乱造された「お定本」と呼ばれるカストリ本の一つ『昭和好色一代女 お定色ざんげ』をめぐって著者と出版社を名誉毀損で告訴した。告訴したころは埼玉県でサラリーマンの男性と結婚をしていたが（未入籍のため事実婚）、男性が自分の妻が阿部定だと知ったことが原因で破局している。

その後、本名を名乗って働いた時期もあるが、1971年（昭和46年）に失踪した。
その後『愛のコリーダ』をはじめ事件をもとにした映画なども多く制作されている（後述）。
阿部定（阿部定事件）には3回のブームがあったという見方がある。第1回は事件直後の1936年、第2回はカストリ雑誌で取り上げられた1947年、第3回は『失楽園』などで「純愛」とされるようになった1998年である

## 類似の事件
阿部定事件以前にも局部切断事件はあったが、阿部定以降、1982（昭和57）年までに陰茎の切断事件は51件を数えた。
- 1886年（明治19年）に東京府神田豊島町で38歳の洋傘製造業の男が35歳の妻に局部を剃刀で切断された[8]。浮気がちな夫は結婚15年で子がないのを普段から妻のせいにしていた。妻は犯行後自首し、重禁錮1年6月に処せられた[8]。近代の切断事件ではおそらくこれが最も古い[9]。
- 1953年（昭和28年）7月9日には東京都文京区で38歳の元日活京都大部屋女優が内縁関係にあった30歳の配管工の局部を剃刀で切断し、マンホールに捨てた[8]。犯人は大河内伝次郎の弟子で映画にも出たが芽が出ず、前夫と旅回りの一座をしていたが離婚、仙台で知り合った被害者と再婚するつもりが相手の親の反対があり二人で上京したが、被害者に結婚話が持ち上がり、絶望から犯行に及んだ[8]。発見された局部は接合できなかったが、被害者はのちに別の女性と結婚して3児を儲けた[8]。
- 1954年に大阪府の被差別部落出身の女性教師が結婚差別を受け、硫酸で恋人の局部を焼く事件が発生（奈良硫酸事件）。
- 1959年7月14日に26歳の花柳流日舞師匠が恋人の甲南大学2年生の男性器を包丁で縦に切り開いた[8]。中絶を二度繰り返したにもかかわらず婚約破棄されての犯行だった。被害者は縫合手術により回復した[8]。
- 1972年（昭和47年）4月29日にも同様の事件が東京都杉並区荻窪で発生した。アパート2階にて徳島出身の当時予備校生だった旅館の跡取り息子（21歳）と、この旅館の仲居として働いていた女性（32歳）が別れ話のもつれから争い、彼女が彼の性器を包丁で切りつけた。予備校生の性器は皮一枚を残してほとんど切断された状態となり、元通りに縫合することは困難とされた。
- 1978（昭和53）年1月17日には、37歳の外資系大手旅行会社社員が28歳の台湾人妻に体中をめった刺しにされて殺され、妻は切断した夫の局部を手にガス自殺を図ったが未遂に終わった[8]。結婚4年で夫からブラジル人の恋人と結婚したいと言われての犯行で、懲役6年に処された[8]。
- 1982（昭和57）年6月に「東海の阿部定」（もしくは「名古屋の阿部定」）と呼ばれた事件があった[9]。43歳のスナックホステスが愛人である31歳の店のマネージャーを絞殺し、陰茎を切断して自宅に持ち帰り、ラップに包んで冷蔵庫の冷凍室で保管していた[7]。女は若い頃前夫と一家心中し次男の毒殺で前科があり、離婚後長男とも心中未遂を起こしていた[7]。愛人には34歳と伝えていたが、成人した長男と愛人が出くわして実年齢がばれ、別れ話を切り出されていた[7]。殺人と死体損壊で懲役7年に処された[8]。
- 2015年８月13日には、妻と不倫関係にあった弁護士の局部を夫が鋏で切り落とし、トイレに流した事件が起こった[10]。犯人は25歳の司法試験勉強中の元慶應大学法科大学院生で、妻は前年から虎ノ門の法律事務所で事務員として働き始め、被害者と関係を持ったが、次第に疎ましくなり、事情を夫に告白、怒った夫が事務所に乗り込んで犯行に及んだ[11]。夫は懲役４年６月の実刑となった[12]。被害者の生殖機能は失われたが、手術により排尿は可能となった[13]。（弁護士局部切断事件）

## 作品
この事件を元にした数々の映画や小説なども製作された。

### 小説
- 「妖婦」織田作之助 1947年（昭和22年）
- 「聖淫婦」宇能鴻一郎 1968（昭和43年）：『逸楽』（講談社）、『阿部定伝説』 (ちくま文庫) 所収
- 「失楽園」渡辺淳一 1997年（平成9年）

### 映画
- 「明治大正昭和 猟奇女犯罪史」 1969年（昭和44年） - 阿部定本人が登場し、インタビューに答えている。
- 「四畳半襖の裏張り」1973年（昭和48年） - R18＋指定
- 「実録 阿部定」 1975年（昭和50年） - R18＋指定
- 「愛のコリーダ」 1976年（昭和51年） - R18＋指定
- 「失楽園」 1997年（平成9年） - R15＋指定
- 「SADA」 1998年（平成10年） - ベルリン国際映画祭国際批評家連盟賞受賞
- 「平成版・阿部定 あんたが、欲しい」 1999年（平成11年）
- 「愛のコリーダ2000」 2000年（平成12年） - 1976年（昭和51年）公開の「愛のコリーダ」のノーカット版
- 「JOHNEN 定の愛」 2008年（平成20年） - R18＋指定
- 「阿部定 最後の七日間」 2011年（平成23年） - R18＋指定

### 愛のコリーダ
- 監督は大島渚。この作品は1976年（昭和51年）に『愛のコリーダ』(L'Empire des sens)のタイトルでカンヌ国際映画祭で上映され、世界各国で公開されるが、日本では大幅な修正が施されて上映された。その後、ノーカット版（正確には一部が修正された）が2000年（平成12年）に公開される。
- 1976年（昭和51年）の初公開時、この映画の写真と脚本をまとめた単行本の著者と出版社がわいせつ文書販売罪で検挙されるも、裁判は被告人有利となり1982年（昭和57年）東京高裁で検察の控訴が棄却され無罪が確定した。

### その他の映像化
- ブラマヨ衝撃ファイル 世界のコワ〜イ女たち の日本代表で「阿部定」が再現ドラマで描かれた。
- アナザーストーリーズ 運命の分岐点「阿部定事件 〜昭和を生きた妖婦の素顔〜」NHK、2020年12月22日初回放送、作家の村山由佳、安藤玉恵、浅香光代らが出演。